# 알파마

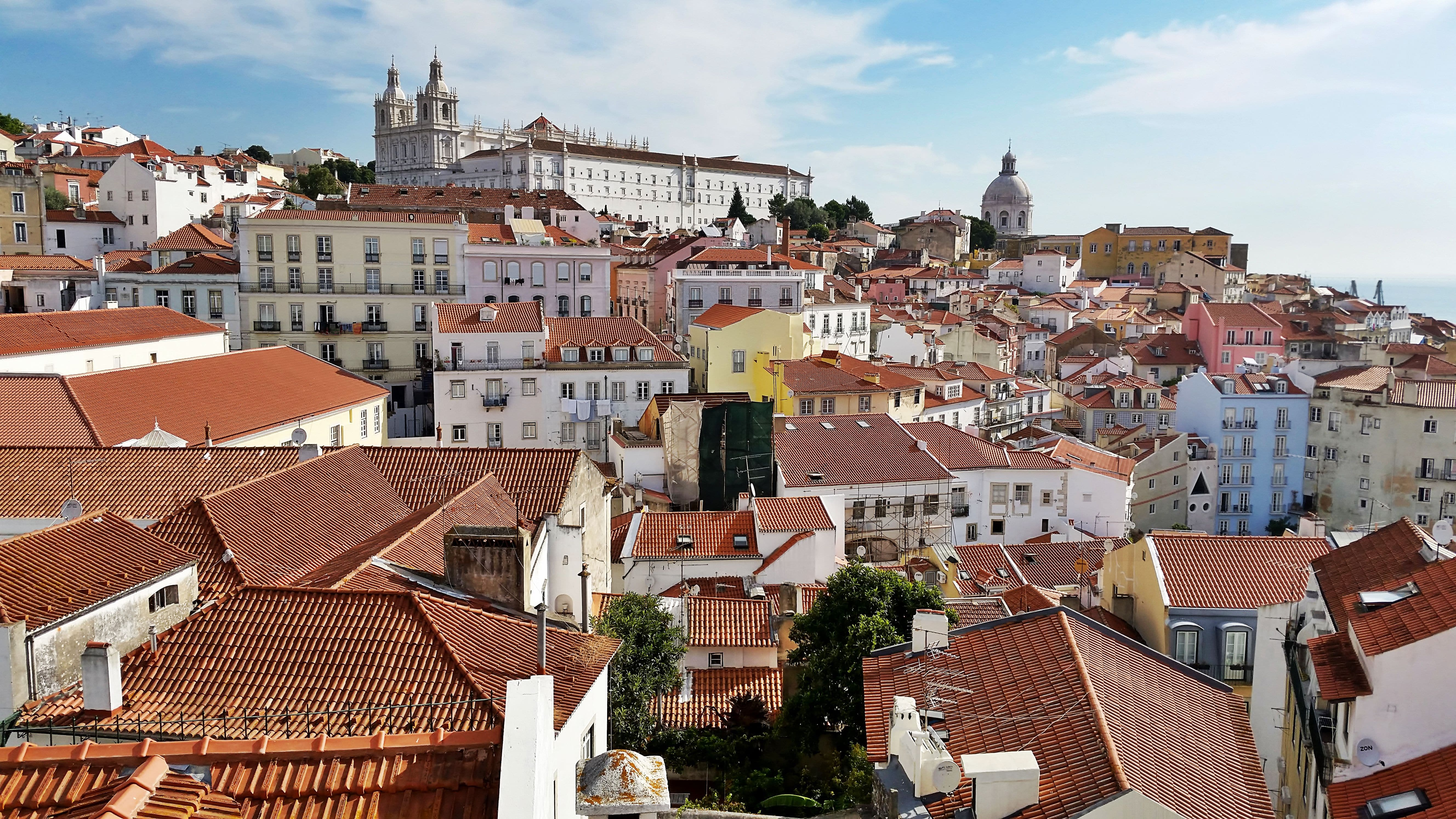

알파마(포르투갈어: Alfama)는 상조르즈성과 타구스강 사이의 비타길에 퍼져있는 리스본의 가장 오래된 이웃 지역이다. 이 이름은 하맘과 유사한 아랍어 Al-hamma(الحَمّة)에서 비롯된 것이다.
1755년 리스본 지진은 알파마를 파괴시키지 못했고 좁은 거리들과 작은 광장들의 미로를 남겨두었다.
알파마의 교회들 중에 리스본 대성당(12~14세기)이 도시에서 가장 오래된 것이다.